# Уряд Республіки Сербської
Уряд Республіки Сербської (босн. Vlada Republike Srpske, серб. Влада Републике Српске / Vlada Republike Srpske, хорв. Vlada Republike Srpske) — головний орган виконавчої влади Республіки Сербської — ентітета Боснії і Герцеговини. Його повноваження встановлені Конституцією РС і низкою законів.

## Організація і повноваження
Уряд Республіки Сербської — головний орган виконавчої влади у Республіці. Згідно з Конституцією, 8 міністрів повинні бути сербами, 5 — босняки, 3 — хорватами. Прем'єр-міністр може призначити одного міністра з представників інших національностей. Глава Уряду і два віце-прем'єра повинні представляти всі три конституційні народи РС. Уряд складається з прем'єр-міністра, віце-прем'єрів і шістнадцяти міністрів, обраних за національною квотою. Міністрів вибирає Народна скупщина РС, носій законодавчої влади.
Повноваження Уряду встановлені Конституцією РС і низкою законів. Зокрема, вона пропонує на розгляд Народній скупщині закони, пропонує план розвитку Республіки і проект бюджету, слідкує за реалізацією і виконанням законів, організовує діяльність міністерств тощо. Крім того, саме Уряд приймає рішення про створення представництв РС в країнах світу.

## Історія
Попередником уряду була міністерська рада з 24 осіб, створена 20 грудня 1991 року. Вона проіснував до 27 березня 1992 року. Їй на зміну прийшов перший уряд, заснований 22 квітня 1992 року у Палє. Його очолив Бранко Джерич, а складалося воно з трьох міністрів. На засіданні в Баня-Луці 12 травня були створені ще дев'ять міністерств та визначено план роботи. У жовтні того ж року Джерич пішов у відставку через незгоду з політикою міністрів Мічо Станишича і Момчило Мандича. Новим прем'єр-міністром став Володимир Лукич.

## Актуальний склад уряду
Нинішній уряд РС було обрано 18 грудня 2014 року:
- Желька Цвиянович — прем'єр-міністр
- Зоран Тегелтия — міністерство фінансів
- Драган Лукач — міністерство внутрішніх справ
- Антон Касипович — міністерство юстиції
- Лейла Решич — міністерство місцевого самоврядування
- Златан Клокич — міністерство економічних відносин та регіонального співробітництва
- Міленко Саванович — міністерство праці і захисту ветеранів та інвалідів
- Предраг Глухакович — міністерство торгівлі і туризму
- Неджо Трнинич — міністерство транспорту та зв'язку
- Стево Мирянич — міністерство сільського господарства, лісових і водних ресурсів
- Сребренка Голич — міністерство будівництва та екології
- Дані Малешевич — міністерство культури і освіти
- Давор Чордаш — міністерство з питань біженців та переселених осіб
- Драган Богданич — міністерство охорони здоров'я і соціального захисту
- Ясмін Комич — міністерство науки і технологій
- Ясміна Давидович — міністерство з питань сімейної та молодіжної політики і спорту
- Петар Джокич — міністерство промисловості і гірничої справи